# Iparcsarnok (Szeged)
Az Iparcsarnok a modernista építészeti stílus egyik legjellegzetesebb képviselője a szegedi belvárosban.

## Története
A szegedi Ipartestület az első világháború utáni években Magyarország legnépesebb szakmai tömörülése volt. A szervezet az 1920-as években tűzte ki célul, hogy a város kézműveseinek és iparosainak megélhetését segítő kiállítási teret hoz létre. A leginkább kézenfekvő megoldás a Ipartestület székházával szomszédos telek megvásárlása volt, az ott létrehozandó épületet Sebestyén Endre tervezte. Az építkezés 1936. március 17-én kezdődött és igen gyors ütemben haladt előre. 1936. május 30-án Bornemissza Géza iparügyi miniszter a Szegedi Ipari Vásár keretében nyitotta meg az elkészült létesítményt.
Az Iparcsarnok eredetileg kétszintes. Homlokzatának legjellegzetesebb eleme a két egymással szemben repülő, férfi és női angyalalak, akik kezükben a mezőgazdaságot jelképező koszorút és az ipart jelképező fogaskereket tartanak. A két angyalt a hódmezővásárhelyi kerámiagyárban készítették Bakonyi Viktor Géza szobrász irányításával. Az épület tetején elhelyezkedő teraszt vaskorlát kerítette. Az Iparcsarnok eredeti funkciójának megfelelően működött 1945-ig, ám kiállításokat a második világháború kitörése után már nem tartottak benne.
A második világháború után az állam vette birtokba az épületet és saját céljaira kezdte használni. Falai között kezdődött meg Szegeden a képzőművészeti szabadiskola működése. A háború utáni években a tetőteraszt beépítették, az épületet pedig 1952-től a Móra Ferenc Múzeum képtáraként és ideiglenes kiállítóhelyként használták. Az ezredfordulóra az épület lakatlanná és kvázi gazdátlanná vált, állaga igen leromlott.